# Philisca gayi
Philisca gayi är en spindelart som först beskrevs av Hercule Nicolet 1849.  Philisca gayi ingår i släktet Philisca och familjen spökspindlar. Inga underarter finns listade i Catalogue of Life.